# The Duc Ngo

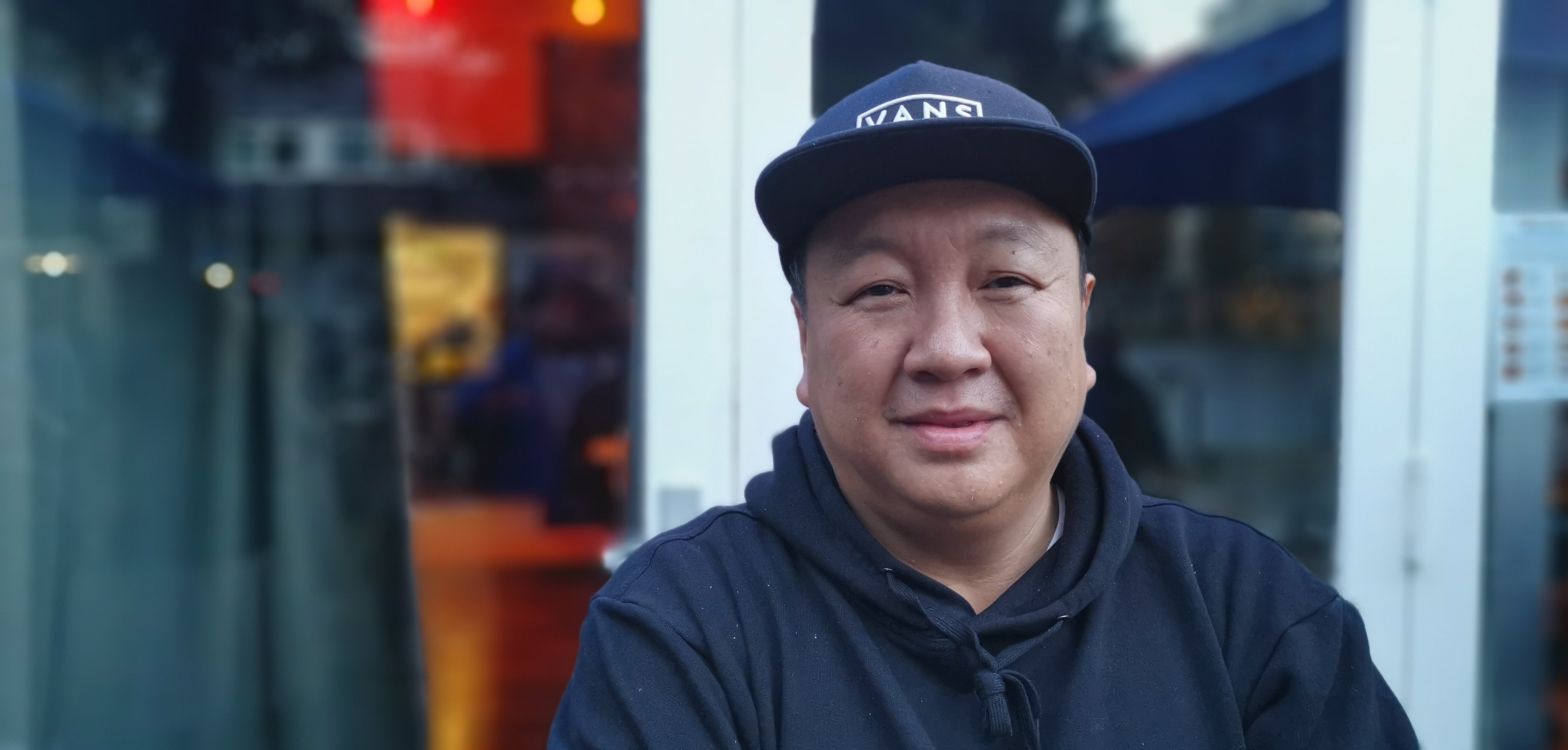
The Duc Ngo

The Duc Ngo (* 12. Juli 1974 in Hanoi) ist ein deutscher Koch und Gastronom vietnamesisch-chinesischer Abstammung.

## Leben
Seine Familienmitglieder väterlicherseits waren Chinesen; sie hatten ein kleines Haushaltswarengeschäft im Markt von Hanoi. Wegen der Vertreibung chinesischstämmiger Menschen aus Vietnam floh die Familie nach Hongkong, nachdem der Vater bei einem Unfall ums Leben gekommen war. Dort ergab sich eine Ausreisemöglichkeit nach Deutschland. So kam Ngo 1979 im Alter von fünf Jahren als Flüchtling nach Spandau in West-Berlin. Dort heiratete die Mutter später einen Deutschen und zog 1987 mit den drei Kindern zu ihm. 1994 machte Ngo auf dem Friedrich-Ebert-Gymnasium in Wilmersdorf sein Abitur.

## Karriere
Er jobbte in seiner Jugend bei McDonald’s und interessierte sich für die japanische Küche, weshalb er begann, Japanologie an der Freien Universität Berlin zu studieren und nebenbei bei Tillmann Zorn im Sachiko Sushi Berlin zu arbeiten. 1998 arbeitete er für zwei Monate als Sushikoch in Moskau. Die Verdienste aus seinen Anstellungen setzte er nach seiner Rückkehr zur Finanzierung eines eigenen Restaurants ein. Er eröffnete das Kuchi im Januar 1999, anschließend das Next to Kuchi und das Kuchi II. Im Winter 2005 eröffnete er das Feinschmeckerrestaurant Shiro i Shiro, das 2006 zu den weltweit 50 besten Neueröffnungen gewählt wurde, drei Jahre später jedoch geschlossen werden musste. 
Anschließend kochte er in der Bar Tausend am Schiffbauerdamm in seiner Cantina spanische Tapas, peruanische Ceviche und japanische Gerichte. Außerdem betreibt er das Moriki in Frankfurt am Main, zwei Cocolo-Restaurants in Berlin wie auch das Madame Ngo an der Kantstraße und seine neue Cantina sowie das 893.  Die Eröffnung eines weiteren Restaurants an der Berliner Kantstraße kündigte er im Sommer 2021 an, dieser Le-Duc-Salon öffnete im Dezember 2022.
Im Juni 2023 übernahm er das Restaurant im Seehotel Überfahrt in Rottach-Egern am Tegernsee unter dem neuen Namen Le Duc Tegernsee; im November desselben Jahres schloss er es wieder.

## Mediale Auftritte
2018 war er als Kochgegner von Tim Mälzer in der zweiten Folge der dritten Staffel Kitchen Impossible zu sehen und trat auch in der darauffolgenden Staffel auf, des Weiteren auch in Knife Fight Club und Ready to beef!, ebenfalls bei VOX und an der Seite von Mälzer.
Im Dezember 2020 war er im Rahmen der Weihnachts-Edition von Kitchen Impossible erneut in diesem Format zu sehen. Dabei war er zusammen mit Tim Raue gegen Mälzer und Max Strohe siegreich. Zudem war er in selbigem Monat in einer Folge von  Rosins Restaurants zu sehen, im März 2021 erneut im Rahmen einer Folge der sechsten Staffel Kitchen Impossible, als Originalkoch einer durch Raue an Mälzer und Alexander Herrmann gestellten Aufgabe. Im Oktober 2021 war er als Gastkoch in der 6. Folge der 9. Staffel von The Taste zu sehen. 2021 war er im Rahmen der Dokumentation 2021: Was ist deutsch? zu sehen.
Im Fernsehfilm In Berlin wächst kein Orangenbaum ist er in einem Kurzauftritt als Imbisswagenkoch zu sehen.

## Auszeichnungen
2017 wurde er von der Wirtschaftsförderungsgesellschaft Berlin Partner als „Gastronomischer Innovator des Jahres 2017“ ausgezeichnet.